# Cibotium
Cibotium ist die einzige Gattung der Pflanzenfamilie Cibotiaceae innerhalb der Ordnung der Baumfarne (Cyatheales). Die Arten werden auch Schatullenfarne genannt.

## Merkmale

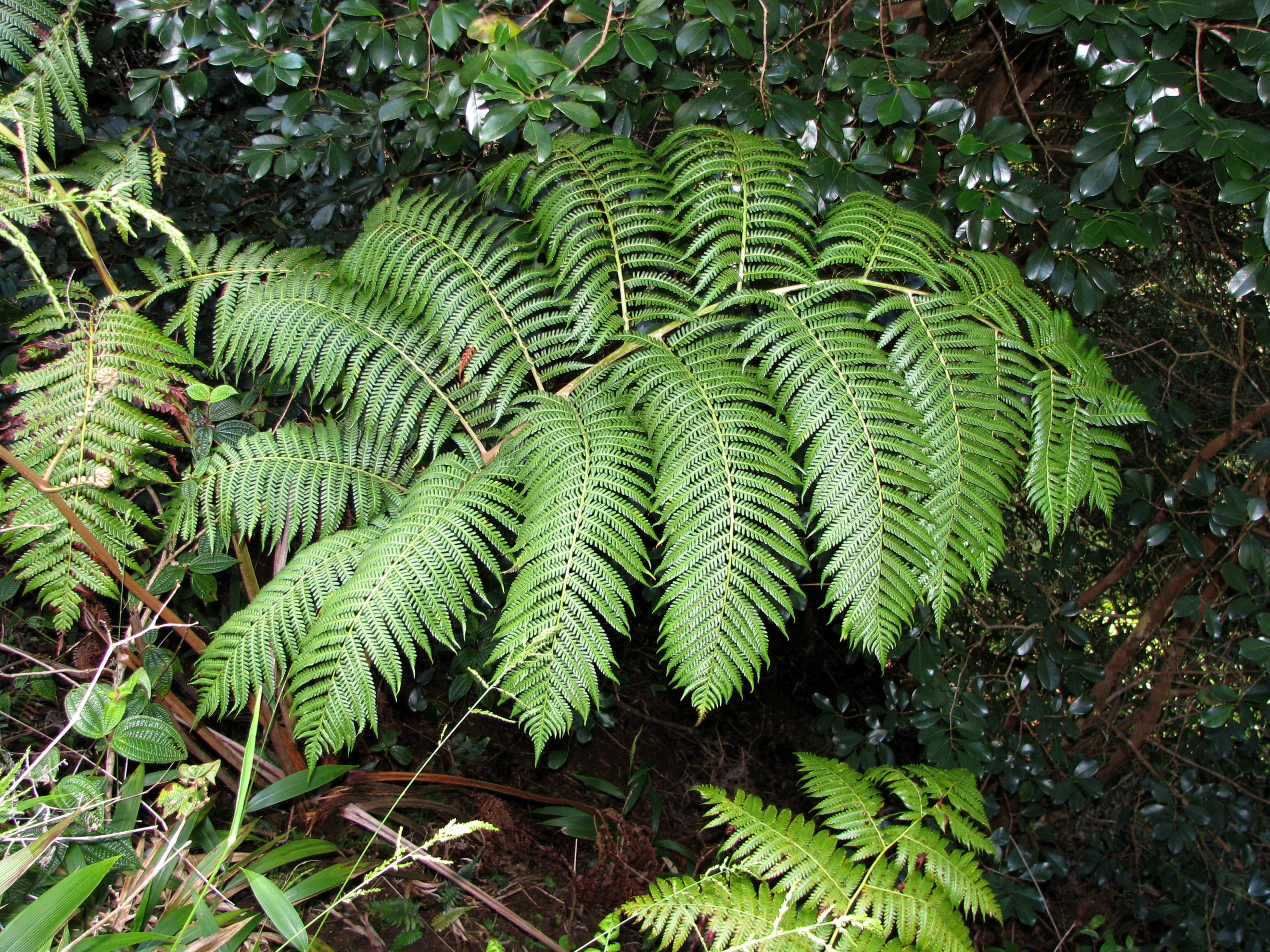
Cibotium chamissoi

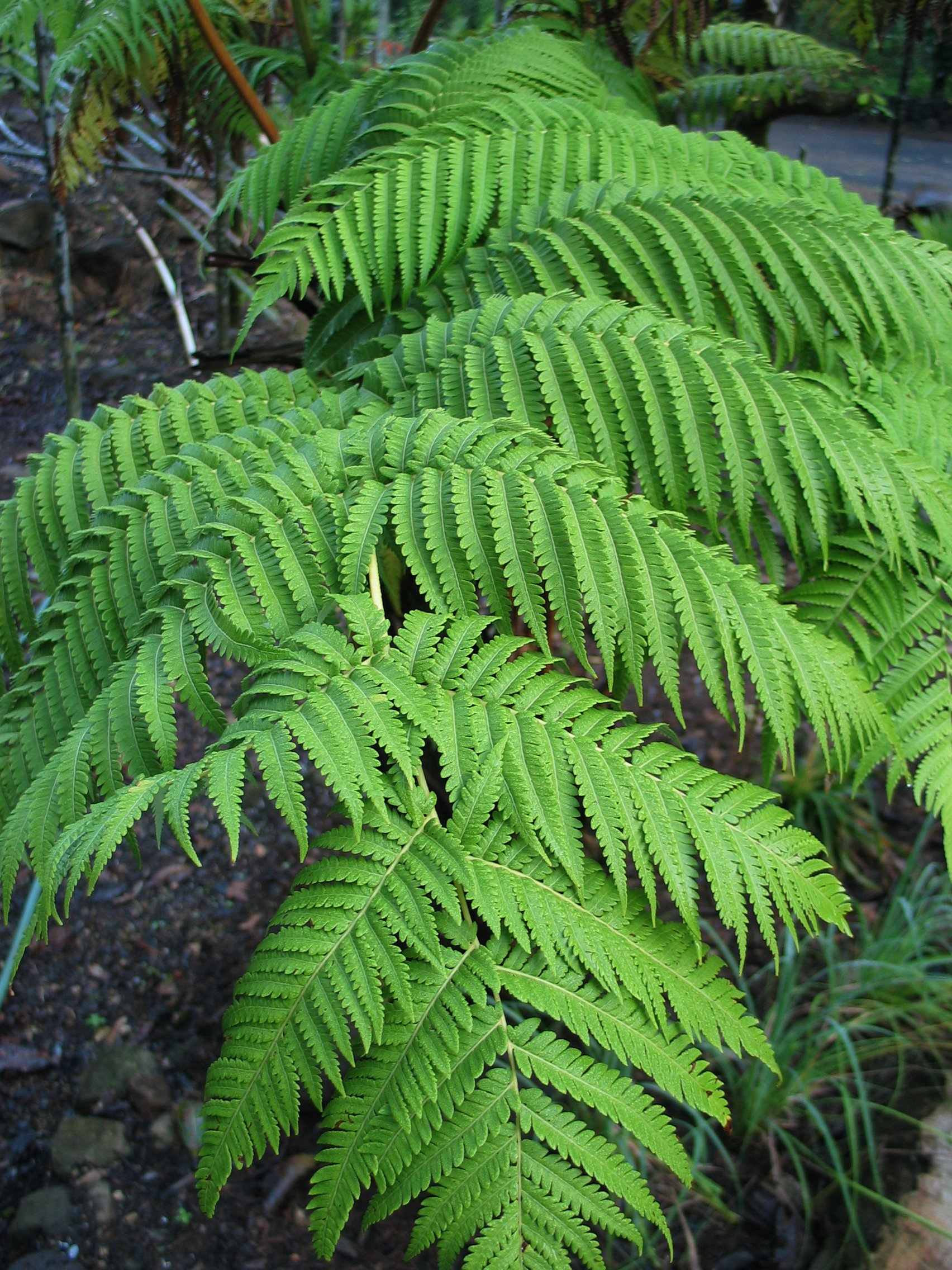
Hawaiischer Schatullenfarn (Cibotium glaucum)

Die Arten der Gattung Cibotium wachsen terrestrisch. Sie haben ein massives Rhizom, das kriechend, aufsteigend oder aufrecht ist und bis 6 Meter hoch wird. Das Rhizom besitzt eine Solenostele oder Dictyostele. Am oberen Ende tragen sie weiche gelbe Haare. Das ganze Rhizom ist mit den bleibenden Blattbasen der abgefallenen Blätter besetzt.
Die Blätter sind meist 2 bis 4 Meter lang. Die Blattstiele sind an der Basis behaart. Sie besitzen drei gewellte Leitbündel, die gemeinsam ein Omega bilden. Die Blattspreiten sind doppelt gefiedert oder doppelt fiederteilig, auch mehrfach. Die sekundären und tertiären Blattachsen sind an der Oberfläche gefurcht. Die Nerven endigen frei, sie sind einfach oder gegabelt oder fiedrig. Sie Spaltöffnungen haben drei Begleitzellen.
Die Sori stehen am Blattrand (marginal) an den Enden der Nerven. Die Indusien sind zweiklappig, jede mit einem äußeren, nichtgrünen Indusium und einem inneren, zungenförmigen Indusium. Die Paraphysen (sterile Fäden) sind fadenförmig. Die Sporen sind kugelig-tetraedrisch, mit deutlichen Kanten und einer deutlichen äquatorialen Krempe.
Die Antheridien-Wände sind fünfzellig.
Die Chromosomengrundzahl beträgt x = 68.

## Systematik und Verbreitung
Die Gattung Cibotium Kaulf. wurde 1820 durch Georg Friedrich Kaulfuß in Berlin. Jahrb. Pharm. Verbundenen Wiss. Band 21, S 53  aufgestellt. Die Familie Cibotiaceae Korall wurde 2006 durch Petra Korall in A classification for extant ferns. In: Taxon, Volume 55, Issue 3, Seite 712 aufgestellt.
Die Gattung Cibotium kommt auf beiden Seiten des Pazifiks vor: von Ost- bis Südostasien, Malesien, Hawaii und vom südlichen Mexiko bis Zentralamerika. Die in Hawaii endemische Art Cibotium menziesii hat den hawaiischen Namen hāpuʻu ʻiʻi. In China gibt es zwei Arten.
Die Gattung Cibotium ist monophyletisch. Die Familie Cibotiaceae steht der Familie Dicksoniaceae nahe.
Die Gattung Cibotium enthält etwa zehn Arten und eine Naturhybride:
- Cibotium arachnoideum (C.Chr.) Holttum[1]
- Chinesischer Schatullenfarn, auch Vegetabilisches Lamm genannt, (Cibotium barometz (L.) Sm., Cibotium assamicum Hook., Cibotium djambianum Hasskarl, Cibotium glaucescens Kunze): Er kommt im nordöstlichen Indien, Myanmar, Thailand, Vietnam, im westlichen Teil der Malaiischen Halbinsel, von Java bis Sumatra, auf den Ryūkyū-Inseln, im zentralen Teil der Insel Taiwan, im zentralen Tibet und in den chinesischen Provinzen Chongqing, Fujian, Guangdong, Guangxi, Guizhou, Hainan, Hunan, Jiangxi, Sichuan, Yunnan sowie Zhejiang vor.
- Cibotium chamissoi Kaulf.: Sie kommt in Hawaii vor.[1]
- Cibotium cumingii Kunze: Sie kommt in Taiwan, auf den Philippinen, in Malaysia, auf Borneo und auf den Molukken vor.[1]
- Hawaiischer Schatullenfarn (Cibotium glaucum (Sm.) Hook. & Arn.): Er kommt in Hawaii vor.[1]
- Cibotium glaucum (Sm.) Hook. & Arn.[1]
- Cibotium menziesii Hook.: Sie kommt in Hawaii vor.[1]
- Cibotium nealiae O.Deg.: Dieser Endemit kommt nur auf der hawaiischen Insel Kauaʻi vor.[1]
- Cibotium regale Verschaff. & Lem.: Sie kommt von Mexiko über Guatemala, Honduras, Belize bis El Salvador vor.[5][1]
- Mexikanischer Baumfarn (Cibotium schiedei Schltdl. & Cham.)[6]: Er kommt in Mexiko[5][1] und vielleicht in Guatemala vor.
- Cibotium taiwanense C.M.Kuo: Sie kommt nur in Taiwan vor.[1]

Ein fossiles Rhizom wurde 1933 als Cibotium iwatense Ogura aus der Späten Kreidezeit aus der japanischen Präfektur Iwate beschrieben.